# ルドルフ・ハノー
ルドルフ・ハノー（Rudolph L. Hanau、1881年 - 1930年）は、アメリカの歯科医師。
無歯顎補綴に関する「咬合の5要素（Hanau's Quint)」をまとめ、咬合平衡理論を定量化した。

## 略歴
- 1881年 南アフリカ、ケープタウンに生まれる
- 1921年 ハノーH型咬合器を考案
- 1926年 咬合の5要素（Hanau's Quint)を提唱
- 1930年 没する